# شفقنا
شفقنا موقع التعاون الدولي الشیعي للإنباء أو وكالة الشيعة (وكالة أتباع المذهب الشيعي) هي وكالة غير حكومية شيعية تعمل باللغات الفارسية و العربية والإنجليزية والتركية واللغة الأردية ولها صفحات خاصة ومستقلة بكل من باكستان والبحرين ولبنان والهند وتركيا والعراق أنها بدأت عملها بتاریخ 23 من فبراير عام 2012.
یعرف هذا الموقع ایضاً بالاستفتأت والاسئلة حول القضایا المستحدثة من المراجع وعلماء الشیعة. تم حجب موقع وكالة شفقنا مرة واحدة بواسطة مؤسسات في إيران ولم يعلن عن السبب. يقال ان العاملين الرئيسيين في وكالة شفقنا هم العاملون في فترة تدشين الوكالة الإصلاحیة الإیرانیة ایسناوكالة أنباء الطلبة الإيرانية. يعتبر نشر صور من داخل مرقد نبي الإسلام ولأول مرة على المستوى الرسمي من أهم الأخبار التي نشرتها شفقنا
.
كما أنها قامت بإجراء مقابلة تندرج ضمن أعمالها، وهي مكونة من 200 صفحة مع أكبر هاشمي رافسنجاني كأطول مقابلة مكتوبة مع هذه الشخصية السياسية الإيرانية  و أیضاً لقاء مع الرئیس الخامس للجمهوریة لإیرانية محمد خاتمي.
تبدو وکالة شفقنا قریبة من أفکار وآراء أحد أكبر المرجعيات الدينية للشيعة آیة الله علي السيستاني کما نشرت هذه الوکالة أخبار، صور، فیدیوهات وتقاریر خاصة من هذا المرجع الشیعي 

. وأیضاً نشرت هذه الوکالة کتاب الرحلة العلاجية للسید علي السيستاني الي لندن في عام 2004.

## وصلات خارجية
- مواقع شفقنا الرسمية :
  - شفقنا العربية
  - شفقنا الإنجليزية
  - شفقنا التركية
  - شفقنا الأردیة
  - شفقنا الفارسية